# Seria Samsung Galaxy Watch
Seria Samsung Galaxy Watch este o linie de ceasuri inteligente concepute și dezvoltate de Samsung Electronics. Oferă diverse caracteristici legate de sănătate, fitness și stil, fiind integrată cu celelalte produse Samsung sub marca Samsung Galaxy. De asemenea, este succesorul anterioarelor ceasuri Samsung Gear.
Primul smartwatch din această serie, Samsung Galaxy Watch, a fost lansat în august 2018.

## Specificații

### Software
Galaxy Watch folosea anterior Tizen ca sistem de operare.
Odată cu lansarea Galaxy Watch 4 și Galaxy Watch 4 Classic, WearOS a devenit sistemul de operare al ceasurilor Galaxy Watch.

## Modele

### Samsung Galaxy Watch
- Samsung Galaxy Watch
- Samsung Galaxy Watch 3
- Samsung Galaxy Watch 4
- Samsung Galaxy Watch 4 Classic
- Samsung Galaxy Watch 5
- Samsung Galaxy Watch 5 Pro
- Samsung Galaxy Watch 6
- Samsung Galaxy Watch 6 Classic
- Samsung Galaxy Watch 7

### Samsung Galaxy Watch Active
- Samsung Galaxy Watch Active
- Samsung Galaxy Watch Active 2

## Samsung Galaxy Watch Ultra
- Samsung Galaxy Watch Ultra